# 2011年日本グランプリ (4輪)
2011年日本グランプリ (4輪)は、2011年F1世界選手権第15戦として、2011年10月9日に鈴鹿サーキットで開催された。正式名称はFIA FORMULA 1 WORLD CHAMPIONSHIP JAPANESE GRAND PRIX SUZUKA 2011。

## 概要
鈴鹿サーキットで行われるF1グランプリレースとしては通算23回目、日本グランプリとして通算25回目のレースである。
ドライバーズタイトル争いは、レッドブルのセバスチャン・ベッテルがこのレースで1ポイントでも獲得すれば、他の成績に関係なく2年連続チャンピオンが決定する。鈴鹿が大のお気に入りというベッテルは無難に1ポイントを取ることよりも、3年連続日本GP制覇でタイトル獲得に花を添えることを目指す。

## 東日本大震災による影響
2011年3月11日に東北地方を中心に発生した東日本大震災によって、福島第一原子力発電所損傷による放射能の悪影響を懸念する声もあった。10月2日にツインリンクもてぎで開催されるロードレース世界選手権 (MotoGP) 日本GPに関して、一部のライダーから参加をボイコットする意見が出されたことから、F1開催への不安も漏れ聞かれた。
そこで、FOM会長のバーニー・エクレストン、日本人ドライバーの小林可夢偉と鈴鹿サーキットランド広報である海野勝の3名が第10戦ドイツGPで記者会見を行い、鈴鹿は「完全に安全」であること、日本GPは予定通り行うこと、エクレストンがチケット1500組3,000枚を用意して被災者を招待することなどが発表された。
「日本が第二の故郷」というジェンソン・バトンを始め、他のドライバー達からも「日本を励ますために素晴らしいレースを見せる」というコメントが寄せられた。ヘルメット頭頂部に漢字の「絆（きずな）」の文字を入れたベッテルを含め、F1関係者は各々の方法で日本へのメッセージを伝えた。
決勝スタート前のセレモニーでは、小林が被災地の福島県南相馬市から招待した少女合唱団「MJCアンサンブル」のメンバーが、「君が代」の国歌斉唱を担当したほか、世界各国からの東日本大震災への応援・協力・援助等に感謝の意を表するため、会場全体で坂本九の「上を向いて歩こう」が合唱され、国際放送を通じて配信された。また、エクレストンの発案・寄贈により、現役チャンピオンドライバー5名のサイン入り絵画が震災復興チャリティーオークションに出品された。

## 予選

### 展開

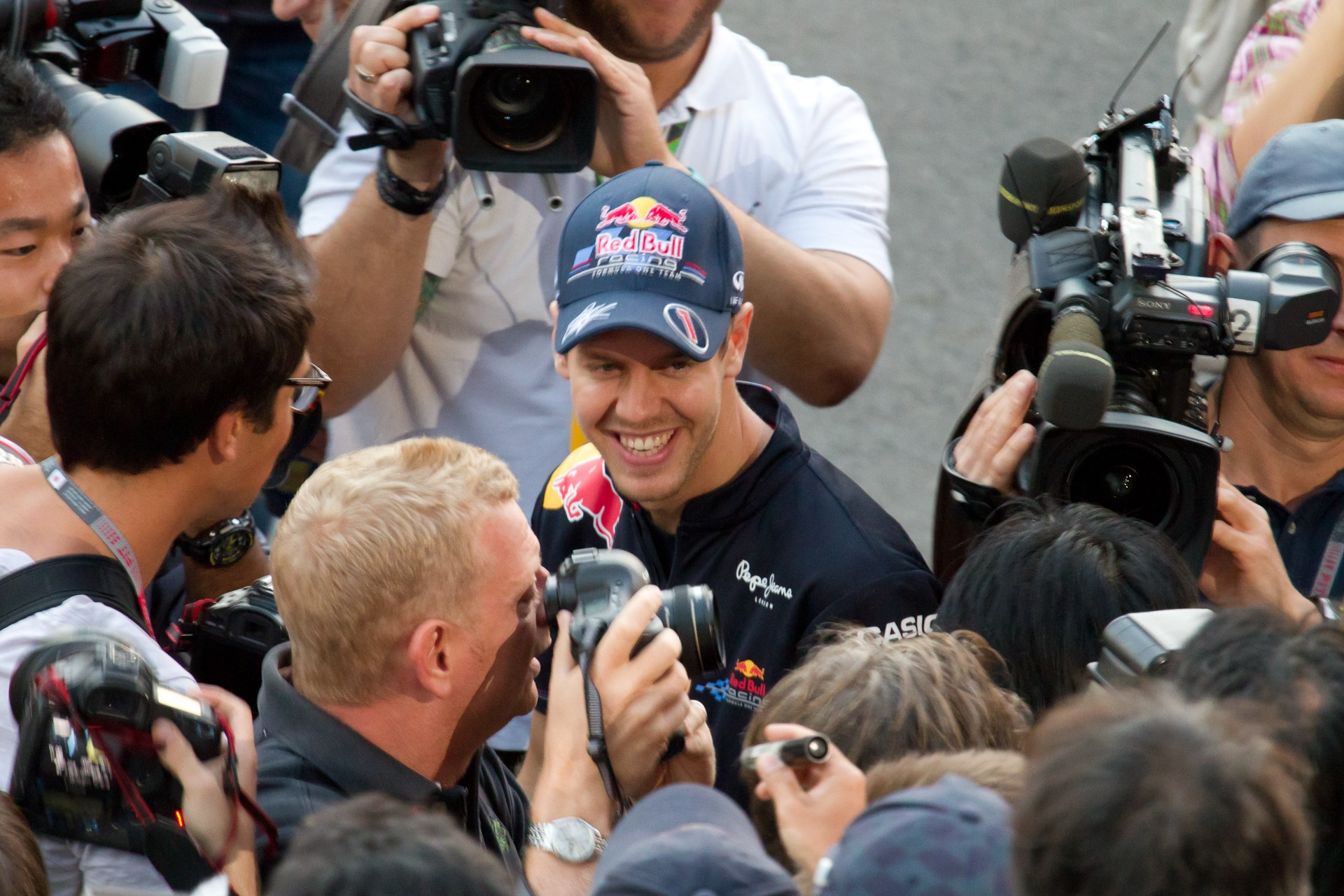
ポールポジションを獲得したセバスチャン・ベッテル

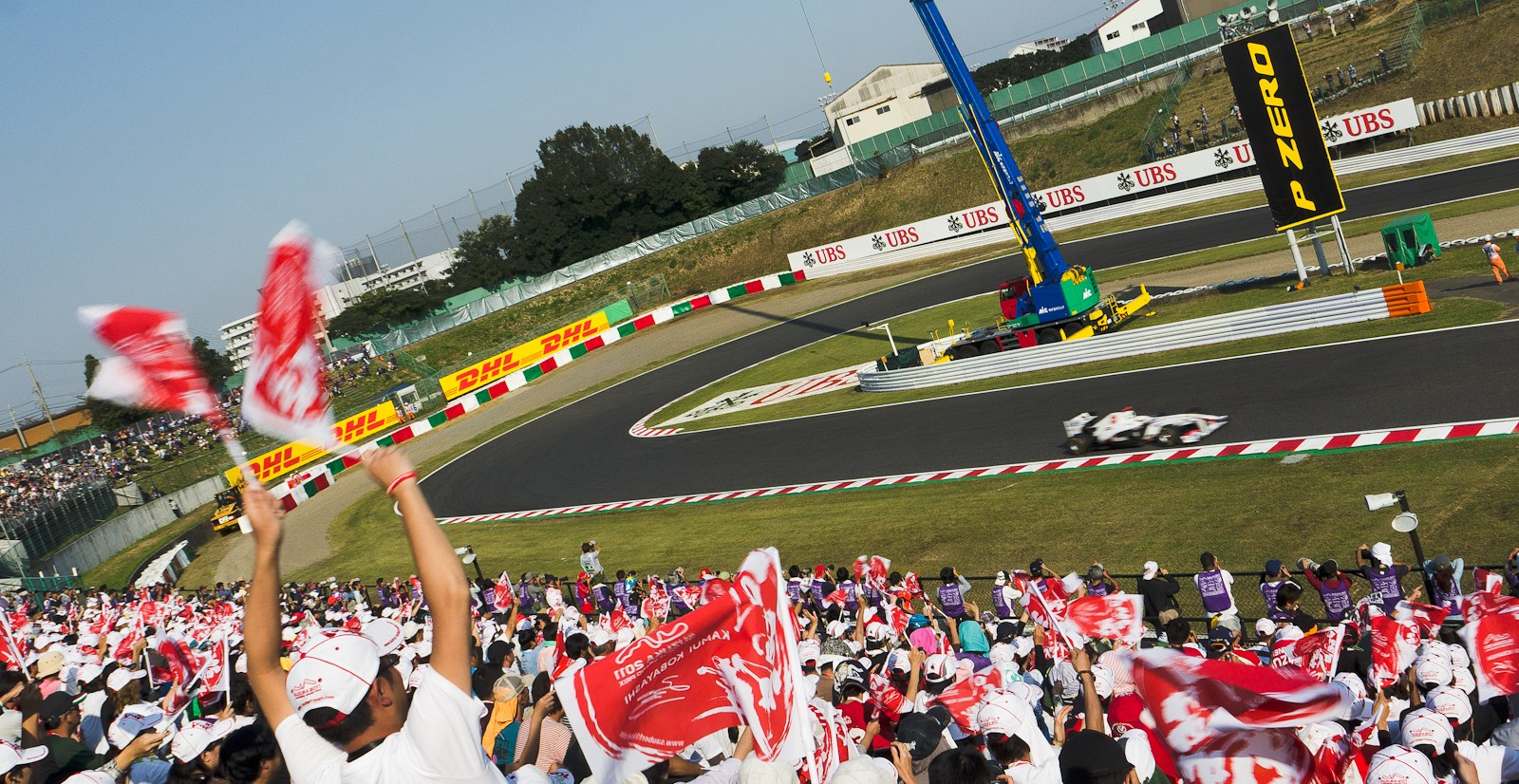
小林可夢偉の活躍に声援を送るヘアピンコーナーの観客たち

中高速コーナーが連続する鈴鹿サーキットはレッドブル・RB7に有利と見られていたが、金曜日のフリー走行が始まると、マクラーレン・MP4-26の好調さが際立った。マクラーレンのジェンソン・バトンが3セッション全てでトップタイムを記録したのに対し、レッドブルのセバスチャン・ベッテルは金曜日にテグナーカーブでクラッシュした。この事故で改良型のフロントウィングを壊してしまったため、チームは急遽イギリスからスペアを空輸した。
トップ10グリッドを決める予選Q3でも、最初のアタック終了時はルイス・ハミルトン、バトン、ベッテル、マーク・ウェバーというマクラーレン、レッドブルの序列だった。しかし、最終アタックではベッテルがコース幅を目一杯に使う渾身の走りを見せ、トップタイムを叩き出した。バトンが更新を狙うも僅か0.009秒差で及ばず、ハミルトンも時間切れで計測ラップに入れず、ベッテルの3年連続ポールポジションが決定した。開幕から続くレッドブルの連続ポールポジションは15戦に伸びた。
ザウバーの小林可夢偉は前年の果敢なオーバーテイクショーに続き、この年の予選でも母国の観客を大いに沸かせた。Q1で全体ベストタイムを記録し、Q2でも会心のアタックラップを決めて久々のQ3進出を果たした。DRSを作動させたまま超高速コーナー130Rを通過したのは、レッドブルの2台と小林のみだった（前日のフリー走行ではここでスピンを喫している）。
Q3では小林を含む4台がレースに向けてタイヤ温存するため、タイムアタックを行わなかった。当初の発表では7位ミハエル・シューマッハ（メルセデス）以下、ブルーノ・セナ（ルノー）、ビタリー・ペトロフ（ルノー）、小林の順だったが、その後の審議により順位が修正された。レギュレーションでは複数名が予選ノータイムの場合、タイムアタックを開始した者が優先される。小林がタイムアタックを途中で止めてにピットに戻ったのに対し、他の3名はセッション最後にコースインしたが、時間切れでアタックラップに入れなかった。この結果、小林は今季自己ベストの7番グリッドからスタートすることになった。

### 結果
| 順位                 | No | ドライバー                 | コンストラクター               | Q1       | Q2       | Q3       | Grid |
| -------------------- | -- | -------------------------- | ------------------------------ | -------- | -------- | -------- | ---- |
| 1                    | 1  | セバスチャン・ベッテル     | レッドブル・ルノー             | 1'33.051 | 1'31.424 | 1'30.466 | 1    |
| 2                    | 4  | ジェンソン・バトン         | マクラーレン・メルセデス       | 1'32.947 | 1'31.434 | 1'30.475 | 2    |
| 3                    | 3  | ルイス・ハミルトン         | マクラーレン・メルセデス       | 1'32.843 | 1'31.139 | 1'30.617 | 3    |
| 4                    | 6  | フェリペ・マッサ           | フェラーリ                     | 1'33.235 | 1'31.909 | 1'30.804 | 4    |
| 5                    | 5  | フェルナンド・アロンソ     | フェラーリ                     | 1'32.817 | 1'31.612 | 1'30.886 | 5    |
| 6                    | 2  | マーク・ウェバー           | レッドブル・ルノー             | 1'33.135 | 1'31.576 | 1'31.156 | 6    |
| 7                    | 16 | 小林可夢偉                 | ザウバー・フェラーリ           | 1'32.626 | 1'32.380 | no time  | 7    |
| 8                    | 7  | ミハエル・シューマッハ     | メルセデス                     | 1'33.748 | 1'32.116 | no time  | 8    |
| 9                    | 9  | ブルーノ・セナ             | ルノー                         | 1'33.359 | 1'32.297 | no time  | 9    |
| 10                   | 10 | ヴィタリー・ペトロフ       | ルノー                         | 1'32.877 | 1'32.245 | no time  | 10   |
| 11                   | 14 | エイドリアン・スーティル   | フォースインディア・メルセデス | 1'32.761 | 1'32.463 |          | 11   |
| 12                   | 15 | ポール・ディ・レスタ       | フォースインディア・メルセデス | 1'33.499 | 1'32.746 |          | 12   |
| 13                   | 11 | ルーベンス・バリチェロ     | ウィリアムズ・コスワース       | 1'33.921 | 1'33.079 |          | 13   |
| 14                   | 12 | パストール・マルドナド     | ウィリアムズ・コスワース       | 1'33.781 | 1'33.224 |          | 14   |
| 15                   | 18 | セバスチャン・ブエミ       | トロ・ロッソ・フェラーリ       | 1'33.064 | 1'33.227 |          | 15   |
| 16                   | 19 | ハイメ・アルグエルスアリ   | トロ・ロッソ・フェラーリ       | 1'35.111 | 1'33.427 |          | 16   |
| 17                   | 17 | セルジオ・ペレス           | ザウバー・フェラーリ           | 1'34.704 | no time  |          | 17   |
| 18                   | 20 | ヘイキ・コバライネン       | ロータス・ルノー               | 1'35.454 |          |          | 18   |
| 19                   | 21 | ヤルノ・トゥルーリ         | ロータス・ルノー               | 1'35.514 |          |          | 19   |
| 20                   | 25 | ジェローム・ダンブロシオ   | ヴァージン・コスワース         | 1'36.439 |          |          | 20   |
| 21                   | 24 | ティモ・グロック           | ヴァージン・コスワース         | 1'36.507 |          |          | 21   |
| 22                   | 22 | ダニエル・リチャルド       | HRT・コスワース                | 1'37.846 |          |          | 22   |
| 107%タイム: 1'39.109 |    |                            |                                |          |          |          |      |
| 23                   | 8  | ニコ・ロズベルグ           | メルセデス                     | no time  |          |          | 23   |
| 24                   | 23 | ヴィタントニオ・リウッツィ | HRT・コスワース                | no time  |          |          | 24   |

- No.16,No.7,No.9,No.10はタイムを記録しなかったが、アタックラップを開始したNo.16が7番グリッドにつくこととなった
- No.8,No.23はマシントラブルによりタイムを記録しなかったが、フリー走行のタイムを基に決勝出場が認められた

## 決勝

### 展開

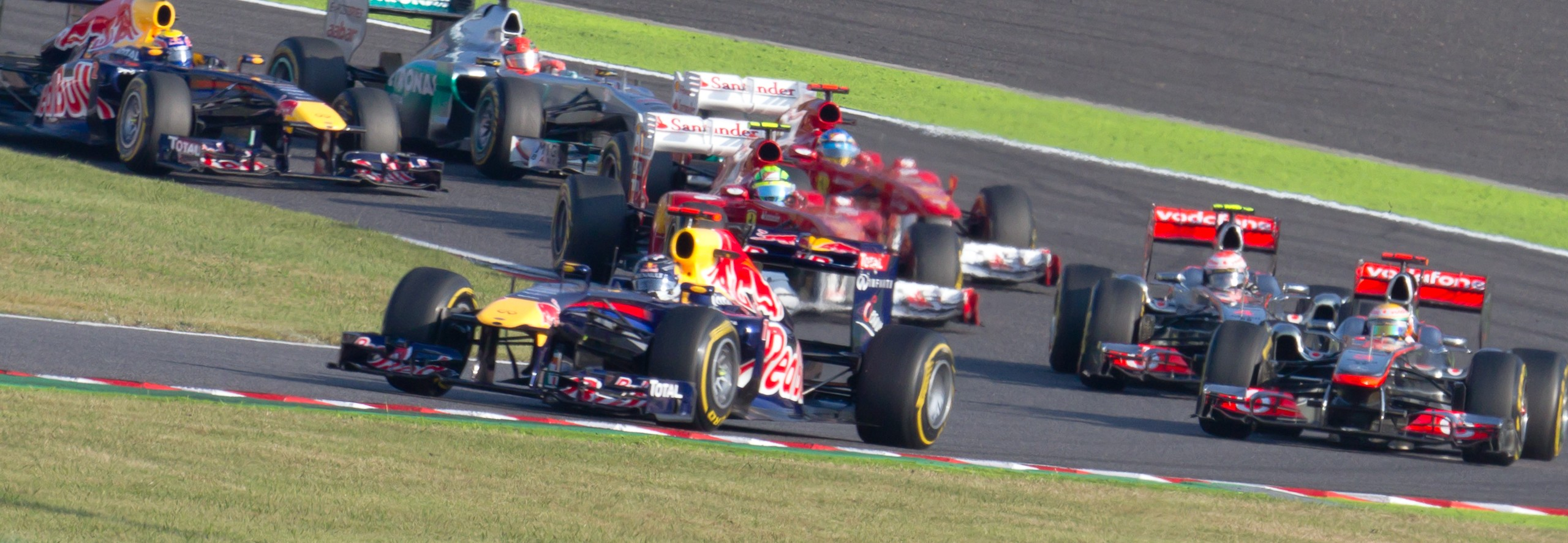
スタート直後、ベッテルを先頭に2コーナーを通過する各マシン

ピレリの指定タイヤはミディアム（プライム）とソフト（オプション）の2種類。決勝でのDRS計測地点はシケイン手前、作動区間はホームストレートに設定されている。
スタートでは予選2位のバトンが好スタートを切り、ポールシッターのベッテルに並びかけた。ベッテルはイン側に車体を寄せて牽制し、行き場を失ったバトンはハミルトンに抜かれて3番手に後退した。バトンは無線で抗議したが、ベッテルにペナルティは下されなかった。小林はスタートでアンチストールモードが作動して加速が鈍り、12番手に後退した。
ベッテルは得意の逃げ切り体勢に入り、ハミルトンとの差を徐々に広げた。6周目にはフェラーリのフェルナンド・アロンソがDRSを使用してチームメイトのフェリペ・マッサをかわし、4位に上がった。
2位のハミルトンは急激にラップタイムが落ち、8周目にバトンにかわされるとピットインし、最初のタイヤ交換を行った。9周目にはベッテル、10周目にはバトン、アロンソ、ウェバーも相次いでピットインし、上位はベッテル-バトン-アロンソ-ハミルトン-マッサ-ウェバーの順になった。12周目、ピットアウトしたセバスチャン・ブエミ（トロ・ロッソ）のフロントタイヤが外れ、ブエミはこのレース唯一のリタイアとなった。

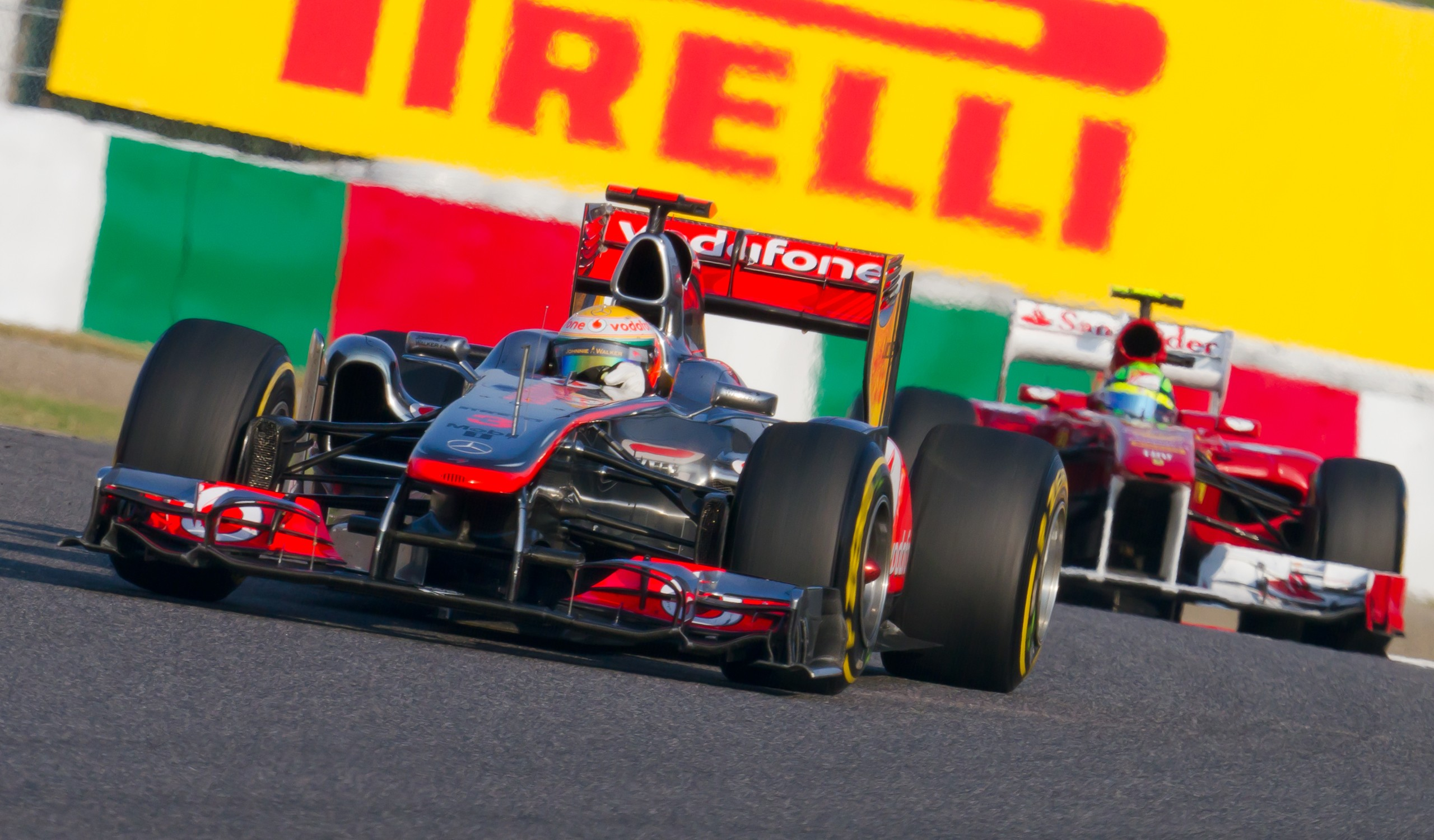
2戦連続で接触したハミルトン（前）とマッサ（後）

2位バトンはタイヤの状態が良く、ベッテルとの差を詰めていった。ベッテルは19周目に2回目のピットイン。バトンも20周目にピットインし、ベッテルの鼻先でコースに復帰して先頭に立った。21周目のシケイン手前でマッサがハミルトンを抜こうとしたが、前戦シンガポールGPに続いて両者が接触し、マッサはフロントウィングを損傷した。コース上の破片撤去のため、25周目から27周目までセーフティカーが導入された。レース折り返しの順位はバトン-ベッテル-アロンソ-ウェバー-マッサ-ハミルトン。
この日のベッテルはソフトタイヤの保ちが悪く、33周目に3回目のピットインを行ったが、コース復帰後フォース・インディアの2台の後ろでタイムロスした。バトンは36周目に余裕のタイヤ交換を済ませ、37周目にピットインしたアロンソもベッテルの前2番手でコースに復帰した。シューマッハはピットインを41周目まで遅らせ、ハミルトンとマッサの間に割り込んで6位に浮上した。

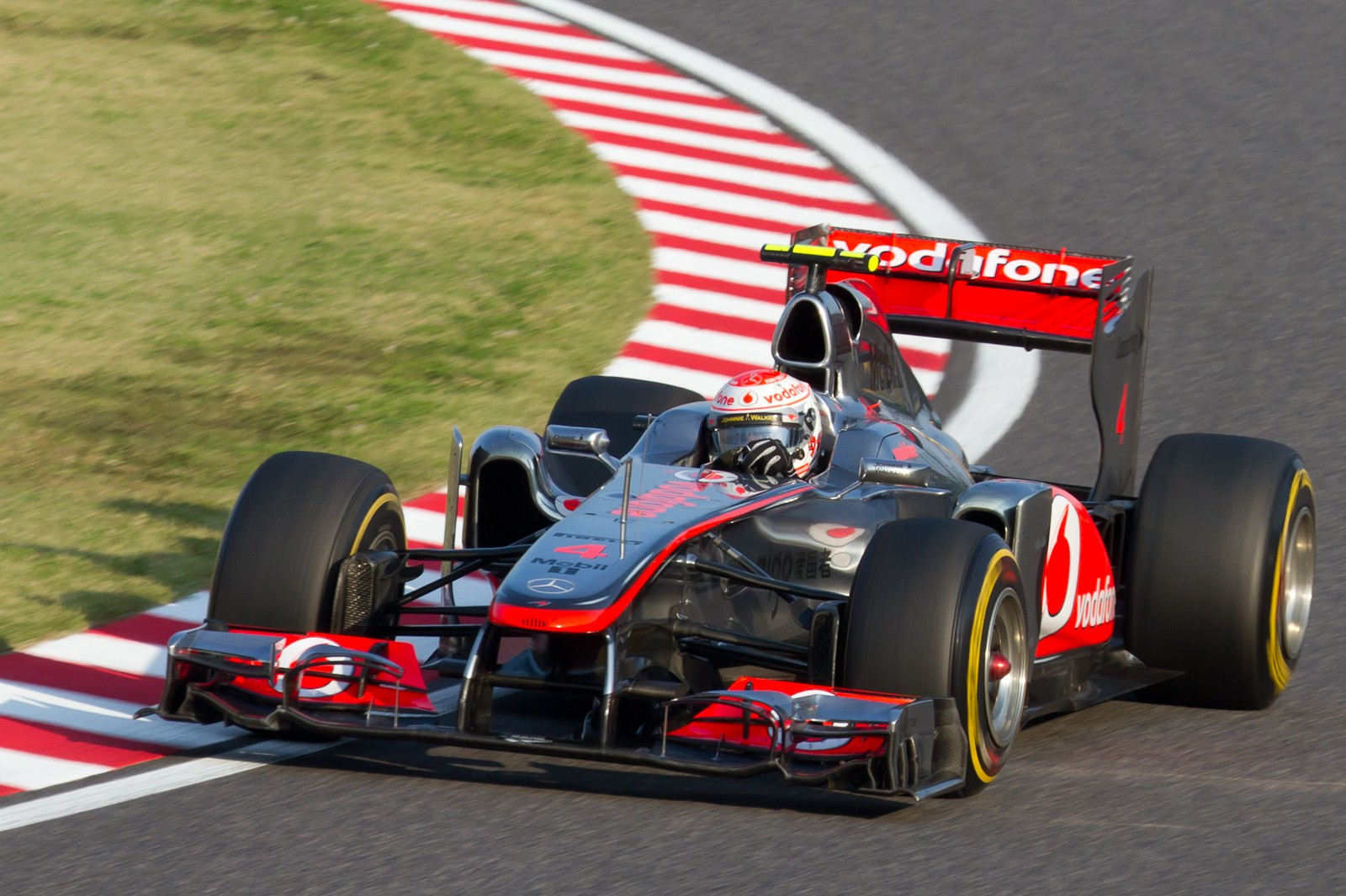
日本GPで初優勝したバトン。予選以外は完璧な週末を過ごした

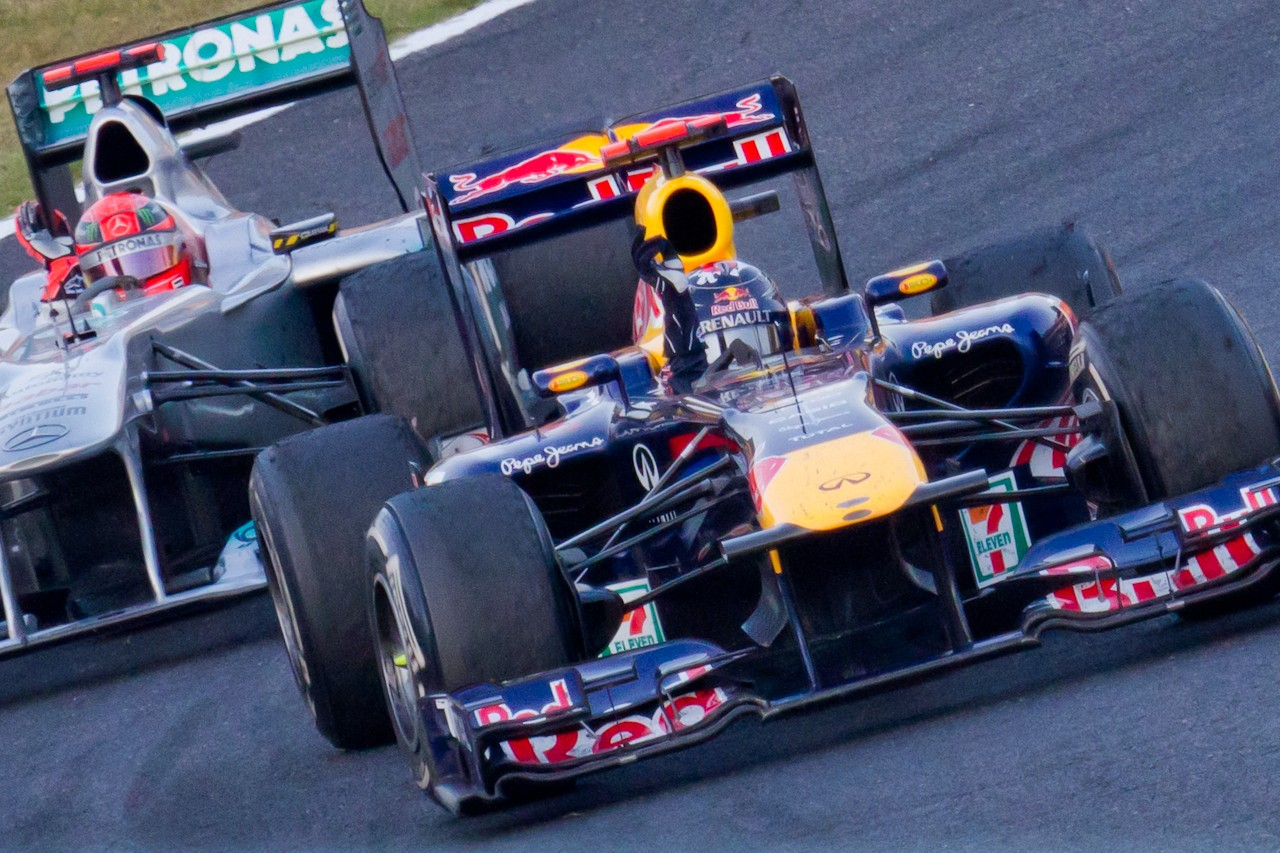
2年連続チャンピオンを獲得したベッテル（前）

ミディアムタイヤを履いてのラストスティントはアロンソとベッテルのペースが良く、レース終盤にかけてバトンとの差が縮まった。しかし、バトンは52周目にファステストラップを記録してギャップを拡げ、53周目のチェッカーを先頭で受けた。今季3勝目、日本GPでは初優勝となる。ゴール直後、燃費が厳しかったバトンはピットレーン出口でマシンを降り、グランドスタンドのファンに手を振った。3位でチャンピオンが確定したベッテルは、1コーナーのエスケープゾーンでドーナッツターンを披露した。
小林は2ストップ作戦で入賞を目指したが、セーフティカー導入にピットインを合わせた結果、残り28周を同じタイヤで走ることになり、レース終盤はタイヤが磨耗して、ずるずると順位を落とした。チームメイトのセルジオ・ペレスは2ストップを成功させて予選17位から8位に入賞し、トロ・ロッソとのコンストラクターズ6位争いにおいて、貴重な4ポイントをもたらした。

### 結果
| 順位 | No | ドライバー                 | コンストラクター               | 周回数 | タイム/リタイア | Grid | Pts. |
| ---- | -- | -------------------------- | ------------------------------ | ------ | --------------- | ---- | ---- |
| 1    | 4  | ジェンソン・バトン         | マクラーレン・メルセデス       | 53     | 1:30'53.427     | 2    | 25   |
| 2    | 5  | フェルナンド・アロンソ     | フェラーリ                     | 53     | +1.160          | 5    | 18   |
| 3    | 1  | セバスチャン・ベッテル     | レッドブル・ルノー             | 53     | +2.006          | 1    | 15   |
| 4    | 2  | マーク・ウェバー           | レッドブル・ルノー             | 53     | +8.071          | 6    | 12   |
| 5    | 3  | ルイス・ハミルトン         | マクラーレン・メルセデス       | 53     | +24.268         | 3    | 10   |
| 6    | 7  | ミハエル・シューマッハ     | メルセデス                     | 53     | +27.120         | 8    | 8    |
| 7    | 6  | フェリペ・マッサ           | フェラーリ                     | 53     | +28.240         | 4    | 6    |
| 8    | 17 | セルジオ・ペレス           | ザウバー・フェラーリ           | 53     | +39.377         | 17   | 4    |
| 9    | 10 | ヴィタリー・ペトロフ       | ルノー                         | 53     | +42.607         | 10   | 2    |
| 10   | 8  | ニコ・ロズベルグ           | メルセデス                     | 53     | +44.322         | 23   | 1    |
| 11   | 14 | エイドリアン・スーティル   | フォースインディア・メルセデス | 53     | +54.447         | 11   |      |
| 12   | 15 | ポール・ディ・レスタ       | フォースインディア・メルセデス | 53     | +1'02.326       | 12   |      |
| 13   | 16 | 小林可夢偉                 | ザウバー・フェラーリ           | 53     | +1'03.705       | 7    |      |
| 14   | 12 | パストール・マルドナド     | ウィリアムズ・コスワース       | 53     | +1'04.194       | 14   |      |
| 15   | 19 | ハイメ・アルグエルスアリ   | トロ・ロッソ・フェラーリ       | 53     | +1'06.623       | 16   |      |
| 16   | 9  | ブルーノ・セナ             | ルノー                         | 53     | +1'12.628       | 9    |      |
| 17   | 11 | ルーベンス・バリチェロ     | ウィリアムズ・コスワース       | 53     | +1'14.191       | 13   |      |
| 18   | 20 | ヘイキ・コバライネン       | ロータス・ルノー               | 53     | +1'27.824       | 18   |      |
| 19   | 21 | ヤルノ・トゥルーリ         | ロータス・ルノー               | 53     | +1'36.140       | 19   |      |
| 20   | 24 | ティモ・グロック           | ヴァージン・コスワース         | 51     | +2 Laps         | 21   |      |
| 21   | 25 | ジェローム・ダンブロシオ   | ヴァージン・コスワース         | 51     | +2 Laps         | 20   |      |
| 22   | 22 | ダニエル・リチャルド       | HRT・コスワース                | 51     | +2 Laps         | 22   |      |
| 23   | 23 | ヴィタントニオ・リウッツィ | HRT・コスワース                | 50     | +3 Laps         | 24   |      |
| Ret  | 18 | セバスチャン・ブエミ       | トロ・ロッソ・フェラーリ       | 11     | ホイール        | 15   |      |